# Dorfkirche Roskow

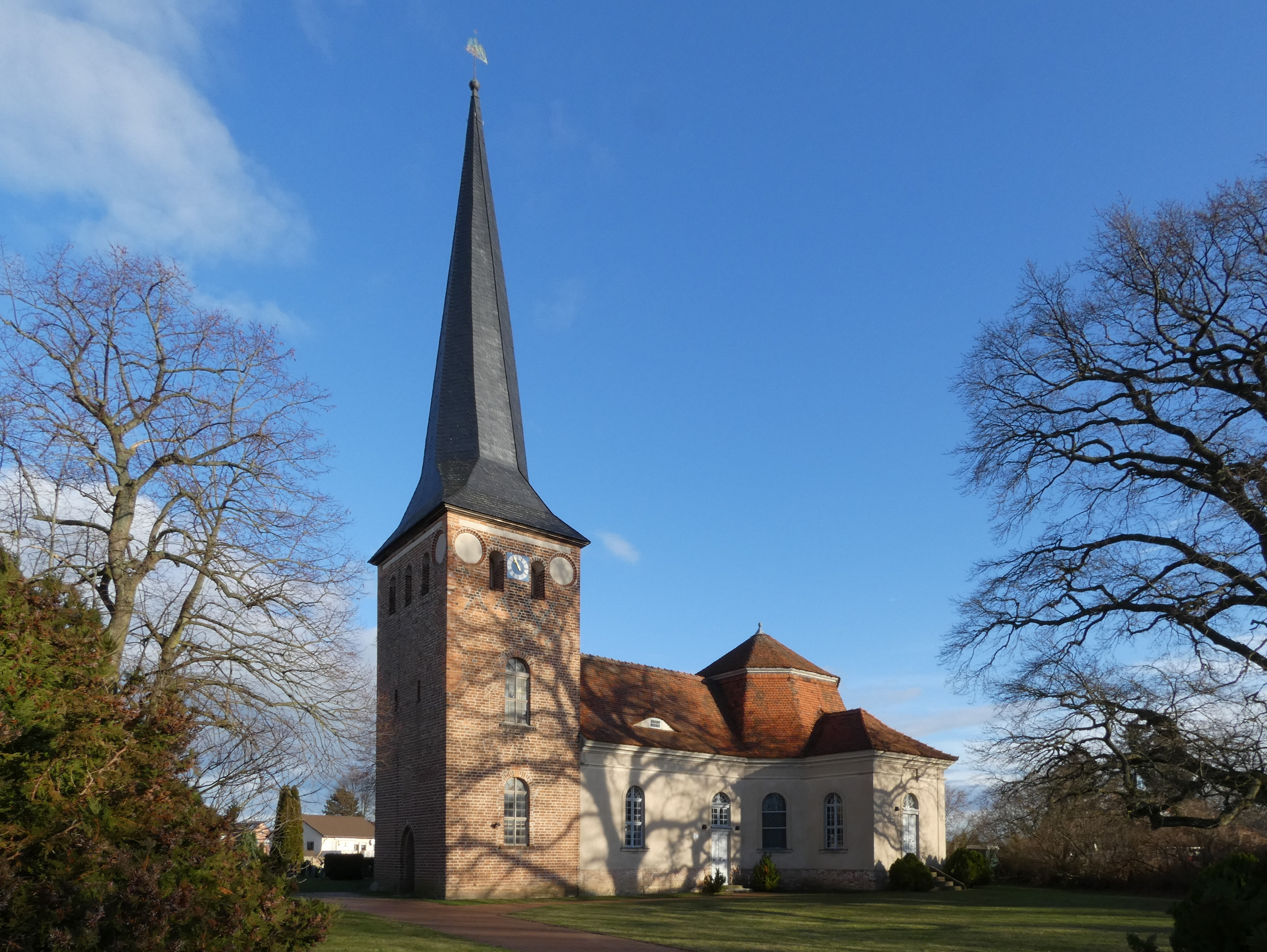
Dorfkirche Roskow von Süden

Die evangelische Dorfkirche Roskow ist eine Kreuzkirche im Dorf Roskow im Land Brandenburg. Die Kirche liegt relativ zentral im Ort. Die als Baudenkmal ausgewiesene Kirche trägt keinen Namen.

## Bauwerk

### Baugeschichte

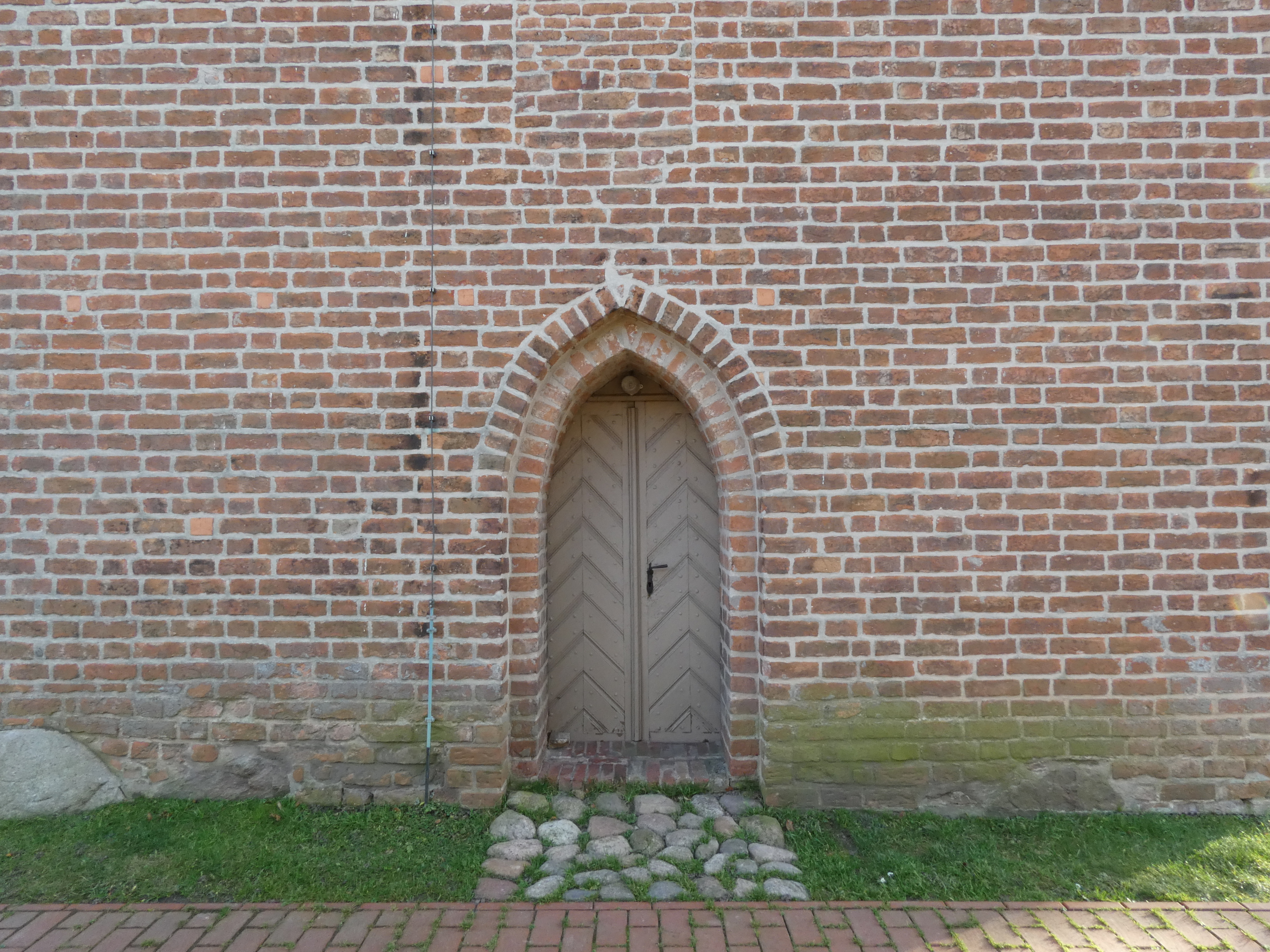
Gotische Westportal im Turm

Die Dorfkirche wurde anstelle eines Vorgängerbaus 1724 im Stil des Barock errichtet. Einzig der aus der Zeit der Gotik stammende Turm blieb vom vormaligen Bauwerk erhalten. Das Kirchenpatronat lag bei der im Ort ansässigen Adelsfamilie Katte. 1750 wurde im Inneren ein Orgelprospekt im Stil des Rokoko verbaut. 1934 wurde eine Orgel von Wilhelm Rühlmann mit 11 Registern auf zwei Manualen und Pedal eingebaut.

### Außenbau

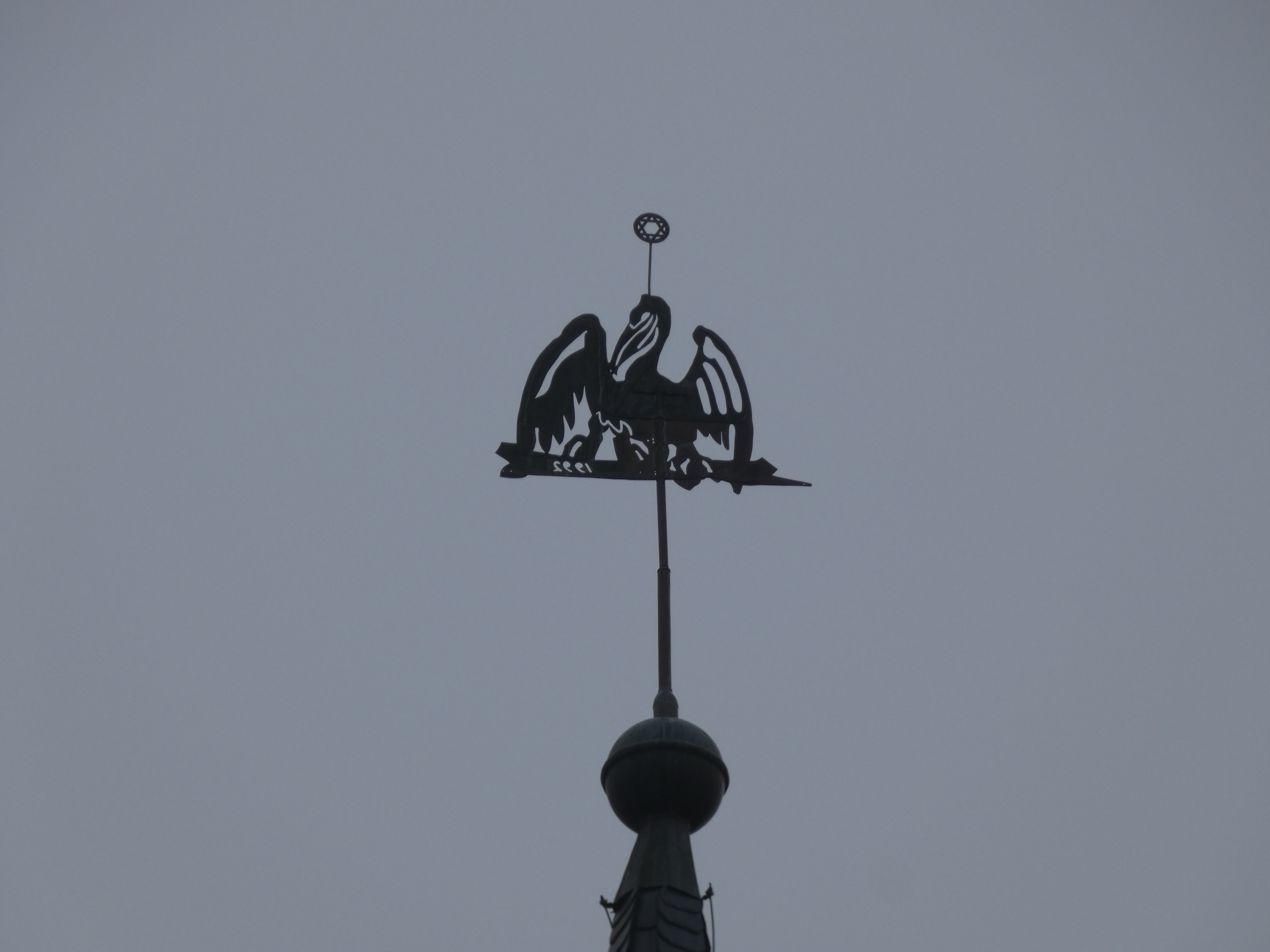
Wetterfahne mit Darstellung eines Pelikans

Der Kirchturm im Westen wurde aus unverputzten Ziegelsteinen gemauert. Ein Westportal ist spitzbogig gestaltet und zweistufig. Die Fenster im Turm sind Rundbogenfenster. Diese sind nicht ursprünglich, wie man an zugesetzten Fensteröffnungen erkennen kann. Ebenfalls rundbogig sind die Schallöffnungen für das Geläut gestaltet. Das Ziffernblatt der Turmuhr ist nach Süden ausgerichtet. Neben diesem sind beidseits mehrere Rundblenden eingearbeitet. Der Turmhelm ist im unteren Anteil vier-, im oberen achteckig. Er ist mit schwarzem Schiefer eingedeckt. Die Spitze markieren eine Turmkugel und eine Wetterfahne. Die Wetterfahne wurde in Form eines Pelikans gestaltet. Weiterhin ist die Jahreszahl 1992 eingearbeitet worden. Der spitz aufsteigende Turmhelm für sich alleine ist deutlich höher als der sonstige massiv gemauerte Turm, wodurch die Kirche schon aus beträchtlicher Ferne sichtbar ist.
Hauptschiff und Querschiff sind durch einen abgerundeten Zentralbau verbunden. Diese Teile der Kirche sind im Gegensatz zum Kirchturm grau verputzt. Das genutzte Hauptportal befindet sich auf der Südseite. Weitere Portale öffnen nach Süden und Norden. Im südlichen Arm befindet sich über eine fünfstufige Freitreppe zugänglich der Zugang zur Patronatsloge. Die Kirchenfenster sind wie auch im Turm ebenfalls rundbogige Sprossenfenster. Ein profiliertes Traufgesims umläuft den Bau. Das Dach ist mit roten Biberschwänzen eingedeckt. Eine Fledermausgaube befindet sich im Dach des Langhauses auf der Südseite. Über dem Zentralbau wurde eine achteckige Kuppel errichtet.

### Ausstattung

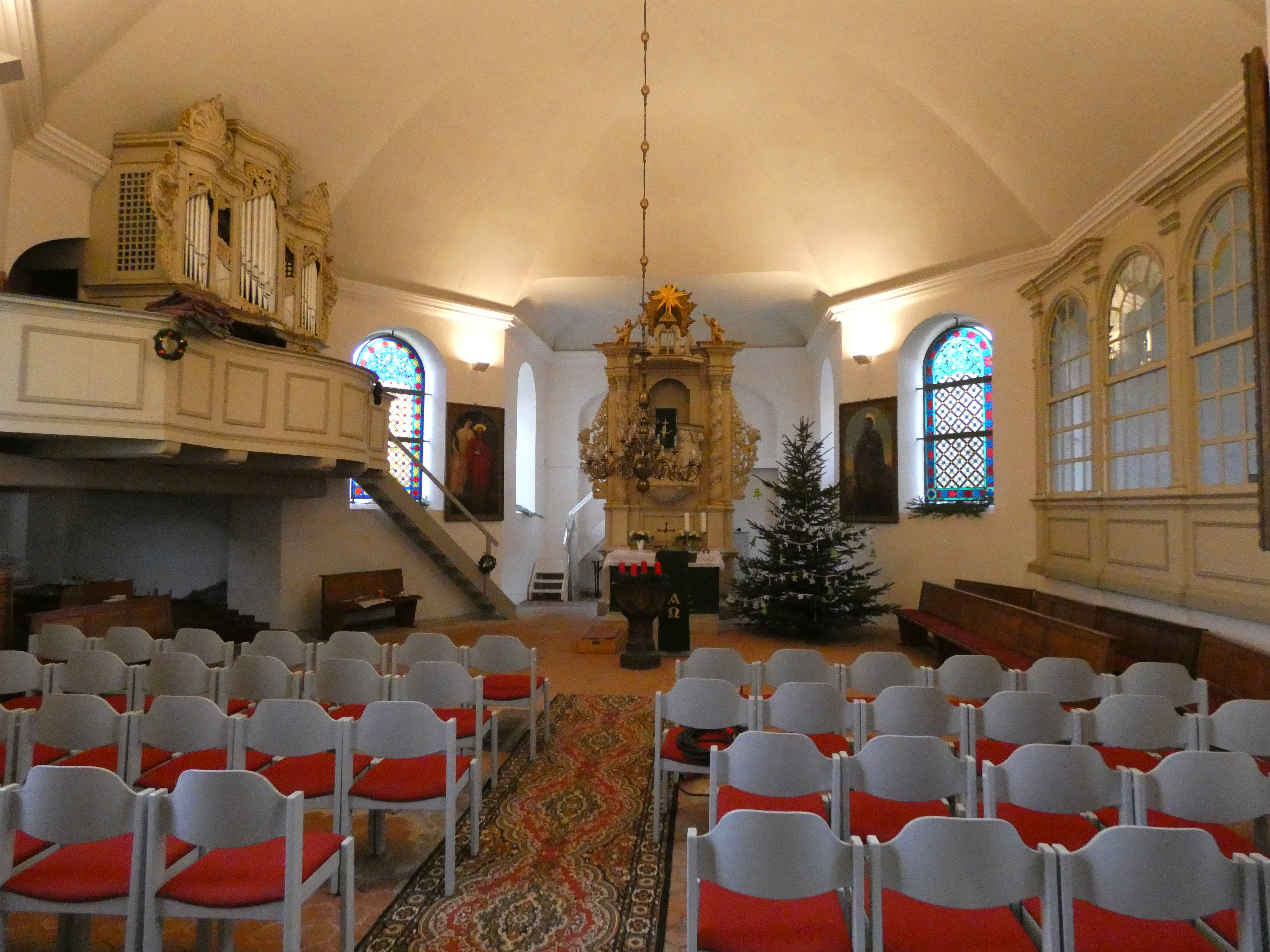
Innenansicht: Orgelprospekt, Kanzelaltar und Patronatsloge

Das Innere der Dorfkirche Roskow ist im Stil des Barock ausgestattet. In der Kirche befindet sich ein mit Schnitzwerk verzierter Kanzelaltar. Vor diesem steht ein oktogonales, metallenes Taufbecken. Die Patronatsloge der Familie von Katte im Südarm ist durch eine Verglasung vom restlichen Innenraum separiert. Der Orgelprospekt befindet sich im Nordarm und ragt in den Zentralbau. Er ist über eine Treppe aus dem Innenraum erreichbar. In der südöstlichen, südwestlichen, nordöstlichen und nordwestlichen Ecke des Zentralbaus wurden neben den Rundbogenfenstern vier Gemälde aufgehängt. Diese zeigen die Evangelisten Matthäus, Markus, Lukas und Johannes. Die Gemälde stammen von G. v. Kessel aus den Jahren 1871 und 1872. Die Rundbogenfenster sind farbig bleiverglast. Die Bestuhlung der Kirche ist modern. Die Westempore ist relativ schmucklos. Unter ihr wurde ein gesondert beheizbarer Raum als Winterkirche vom Saal abgetrennt. Im Kirchturm befinden sich zwei Glocken. Die größere der beiden trägt die Inschrift O rex glorie (xpe) veni cum pace.

## Kirchhof

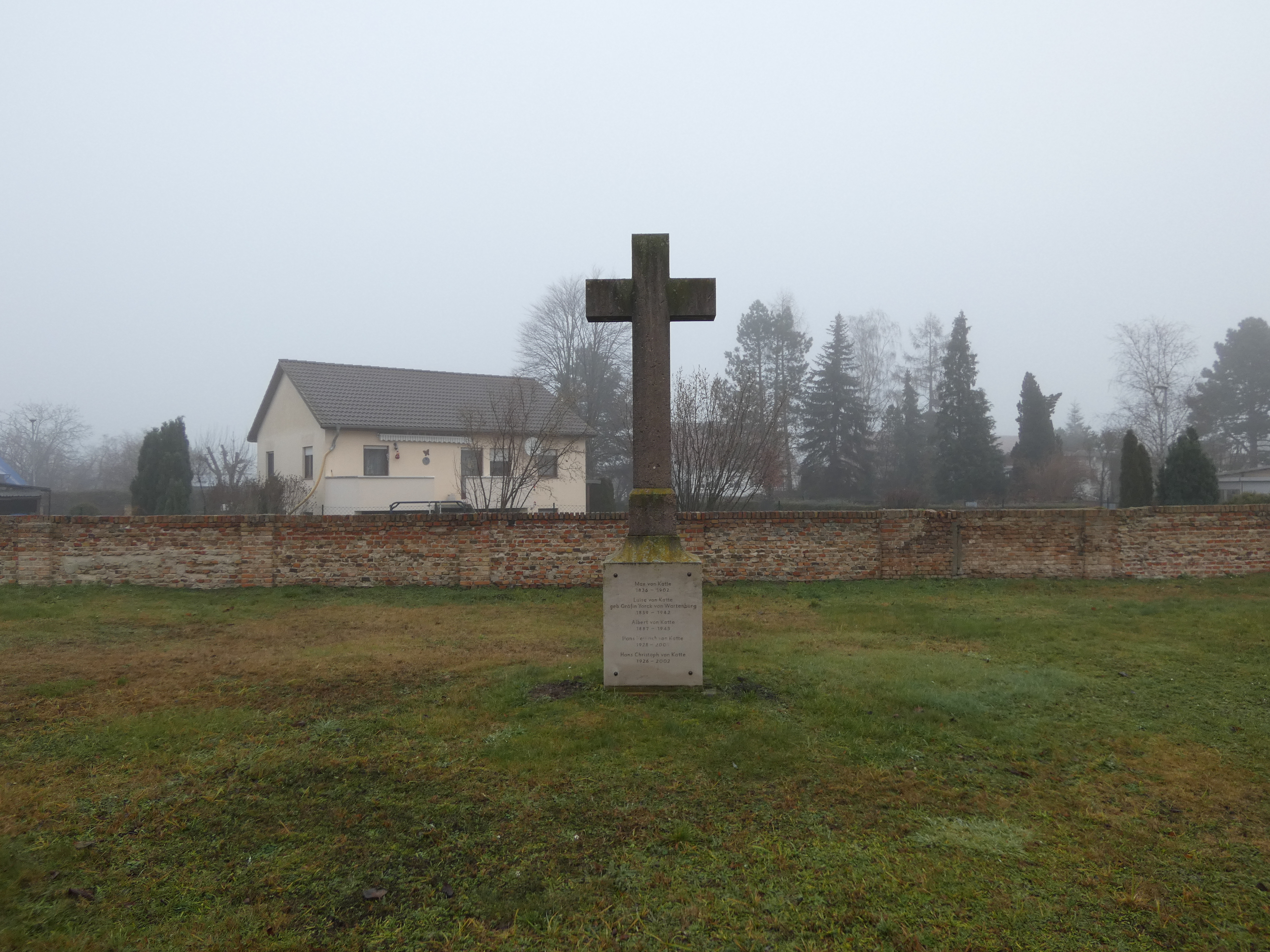
Familiengrab von Kattes auf dem Kirchhof

Der Kirchhof ist in seinem nördlichen Bereich noch immer als Friedhof in Nutzung. Auf diesem befindet sich großflächig das schlichte Erbbegräbnis des Roskower Zweiges der Familie von Katte. Dieses ist durch ein großes steinernes Kreuz mit Namensinschriften und Lebensdaten der bestatteten Familienmitglieder gestaltet. Auf der Südseite des Kirchhofs zur Dorfstraße befindet sich ein Kriegerdenkmal für die gefallenen Soldaten des Ersten Weltkriegs aus Roskow.